# Polydesmus angustus
Polydesmus angustus es un miriápodo del género Polydesmus nativo a Europa Occidental y las islas británicas.

## Descripción
Polydesmus angustus es una especie relativamente pequeña, alcanzando una longitud típica de 24 milímetros, con ejemplares cautivos siendo capaces de alcanzar tanto como 50 mm como 18mm, este gran rango de tallas se ha atribuido a la calidad de alimento y humedad. Su nombre específico deja claro que se trata de un animal fino, Polydesmus angustus es relativamente plano, y sus 20 segmentos presentan alerónes quitinosos, una adaptación que le hace parecer incluso más plano; cuya verdadera utilidad es camuflarse en la hojarasca y ayudar a excavar. Visualmente son increíeblemente similares a algunos de sus parientes del mismo género, P. coriaceus, P. denticulatus y P. inconstans, con la única característica externa que los diferencia siendo la forma de sus órganos reproductivos.

## Distribución y hábitat
Polydesmus angustus se encuentra nativamente en  Europa, principalmente en el Occidente; y las islas británicas; la especie se ha avistado en el Este y Oeste de Estados Unidos y Canadá, poblaciones consideradas invasoras, probablemente llegando durante la colonización del continente.
Tradicionalmente se creía que Polydesmus angustus era una especie exclusiva a los bosques, por su presencia en y gusto por la hojarasca; análisis más recientes sugieren que lo que realmente prefieren son brezales y páramos, por su tendencia a suelos turbos y con composición de <45% arcilla.